# Keneō
Keneō (懸衣翁?) es un personaje de la mitología budista japonesa.

## Historia mitológica
En el inframundo budista es un hombre viejo que se sienta en el borde del río Sanzu. 
Cuando el alma de un adulto llega al río, una anciana conocida como Datsue-ba fuerza a los pecadores a quitarse la ropa y Keneō cuelga esta ropa en una rama junto al río que se curva para reflejar la gravedad de los pecados. Según sean éstos, la pareja ejecuta diferentes castigos: por ejemplo a los ladrones, Datsu-ba les quiebra los dedos y junto a Keneō, atan la cabeza del pecador a sus propios pies. 